# Encamp
Encamp és una de les set parròquies del principat d'Andorra, la segona en l'ordre tradicional. L'any 2023 comptava amb 12.826 habitants.

## Geografia

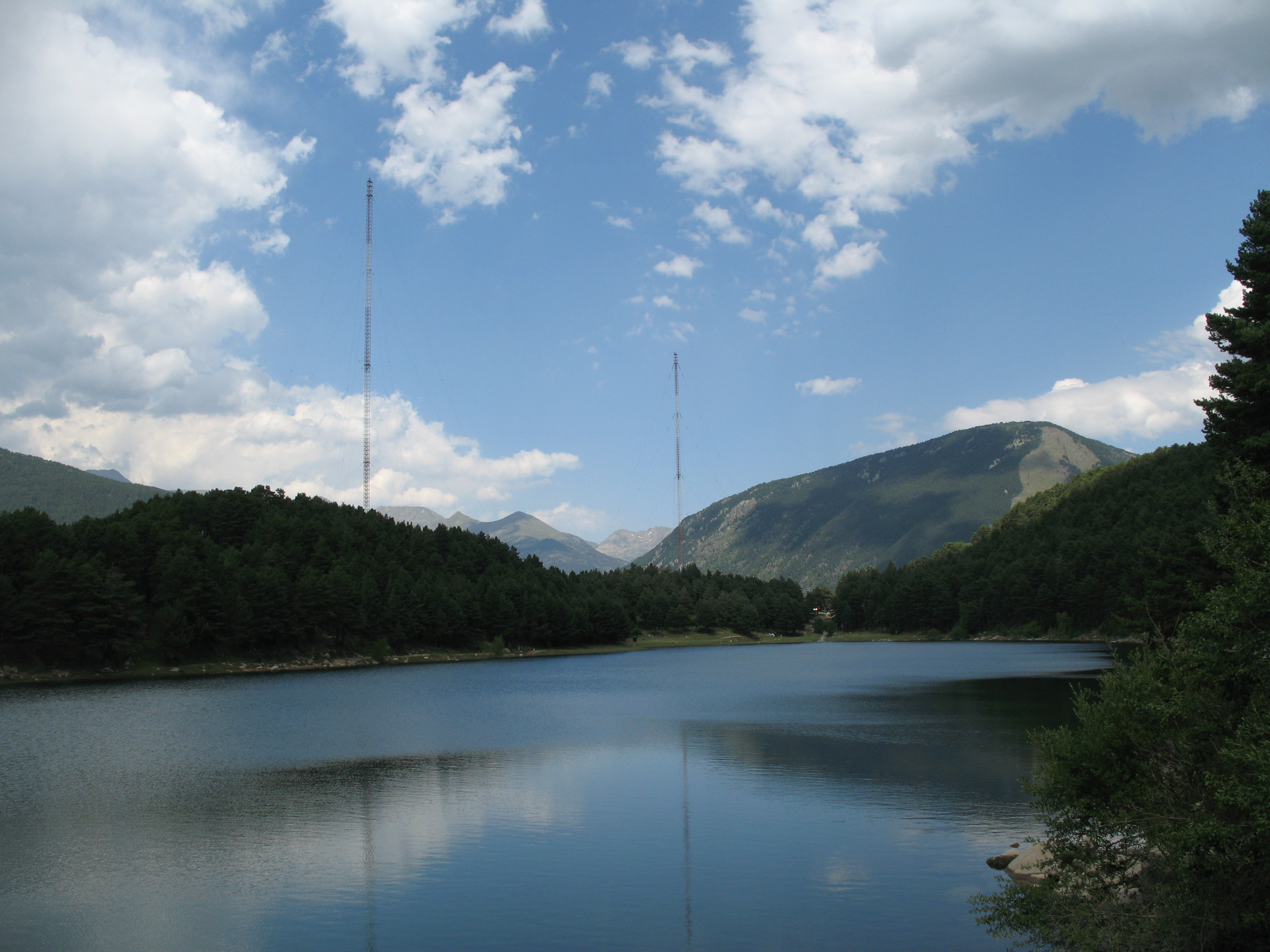
Estany d'Engolasters

La parròquia d'Encamp es troba localitzada al centre geogràfic del Principat, a 1.300 metres d'altitud, en la zona alta del país. Dels cinc pobles que anteriorment formaven la parròquia (Encamp, el Tremat, la Mosquera, les Bons i Vila) només aquest últim ha quedat actualment diferenciat del nucli principal.
A l'extrem est de la parròquia, el Pas de la Casa és l'única àrea del país de vessant atlàntic (hi neix el riu Arieja). El Pas de la Casa és l'accés per carretera amb França i l'únic punt fronterer, amb duana, amb l'estat veí. Bona part del territori està ocupat per l'estació d'esquí de Grandvalira, compartida amb el comú de Canillo i a la qual s'hi pot accedir des del Funicamp.
La Valira d'Orient, que neix als llacs glaciars de Pessons, travessa la parròquia. També dins dels límits encampadans s'hi troba la presa i estany de l'Illa, a una altitud de 2.500 metres, així com l'estany d'Engolasters; altres estanys són el d'Engaït, el de les Abelletes, el de les Fonts, el de Serra Mitjana, el del Meligar, Forcat, Moreno, Primer i Rodó. El punt més alt de la parròquia és el pic dels Pessons, a 2.865 metres; altres muntanyes encampadanes són el cap dels Agols, el pic de l'Aspra, el pic Blanc, la tosa del Braibal, el pic dels Colells, el pic Alt del Cubil, l'alt del Griu, el tossal de la Llosada, el pic de Montmalús, el pic Negre d'Envalira o el bony de les Neres.

### Nuclis de població
| |          |          |          |
| \| Municipi \| Població \| Extensió \| Densitat \| \| ----------------- \| -------- \| -------- \| -------- \| \| les Bons \| 1.114 \| n/a \| n/a \| \| Encamp \| 7.971 \| n/a \| n/a \| \| el Pas de la Casa \| 1.927 \| n/a \| n/a \| \| Vila \| 1.143 \| n/a \| n/a \| \| Total \| 12.826 \| 74 \| 173,32 \| |          |          |          |
| Municipi | Població | Extensió | Densitat |
| les Bons | 1.114    | n/a      | n/a      |
| Encamp | 7.971    | n/a      | n/a      |
| el Pas de la Casa | 1.927    | n/a      | n/a      |
| Vila | 1.143    | n/a      | n/a      |
| Total | 12.826   | 74       | 173,32   |

### Clima

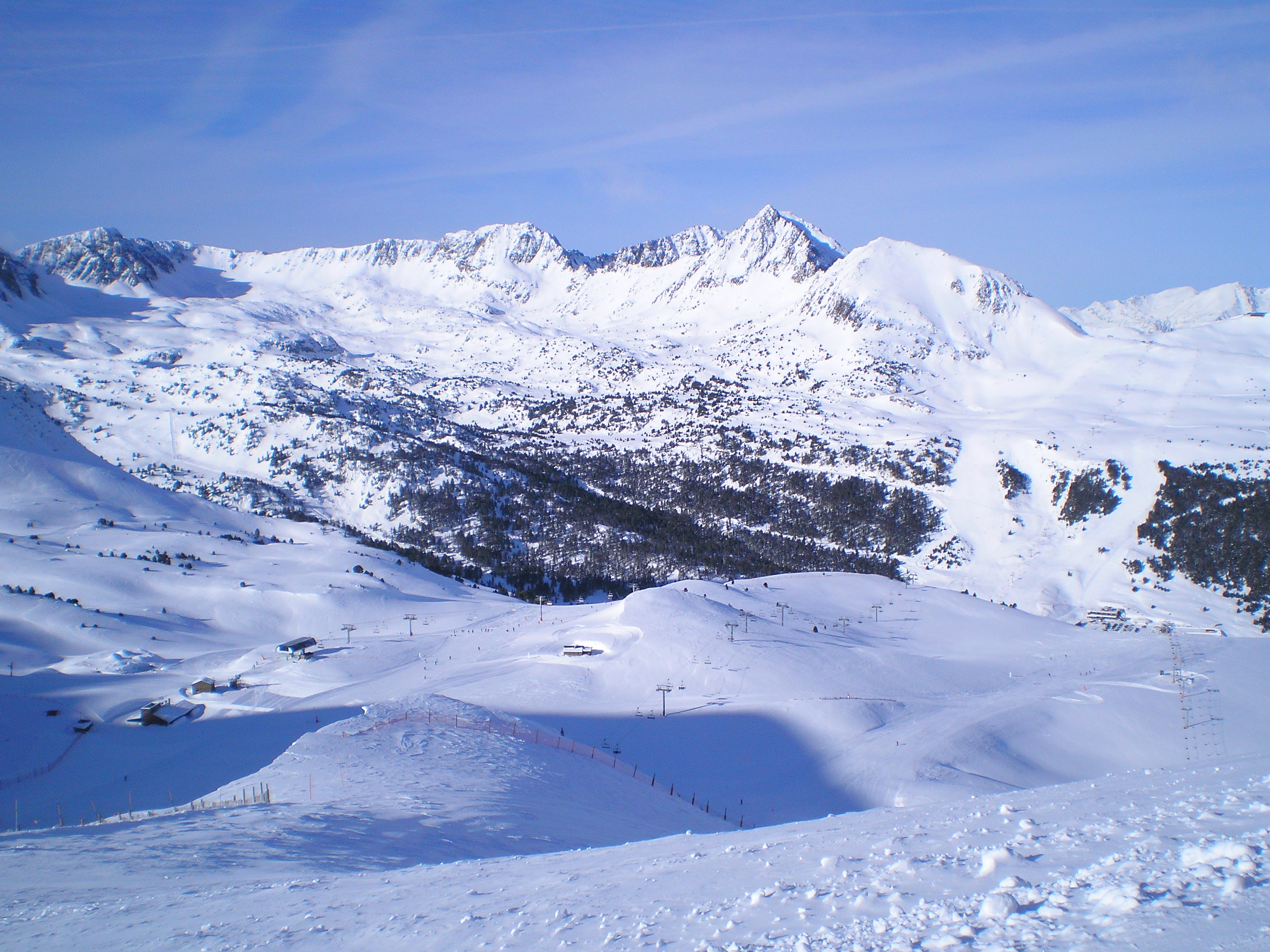
Les muntanyes encampadanes nevades

La parròquia d'Encamp té un clima atlàntic. La temperatura mitjana anual és de 9'8 graus centígrads (°C). La mitjana de precipitacions anuals és de 805'4 mil·límetres (mm), sent maig el mes més humid. D'acord amb la mitjana anual, la temperatura és més alta el juliol amb una mitjana de 18'9 °C i, la més baixa, és al gener amb vora 2'1 °C. La temperatura més alta mai enregistrada a Encamp fou de 36 °C el 29 de juny de 1935, mentre que la més baixa fou de 16 °C sota zero el 2 de febrer de 1956.

## Història

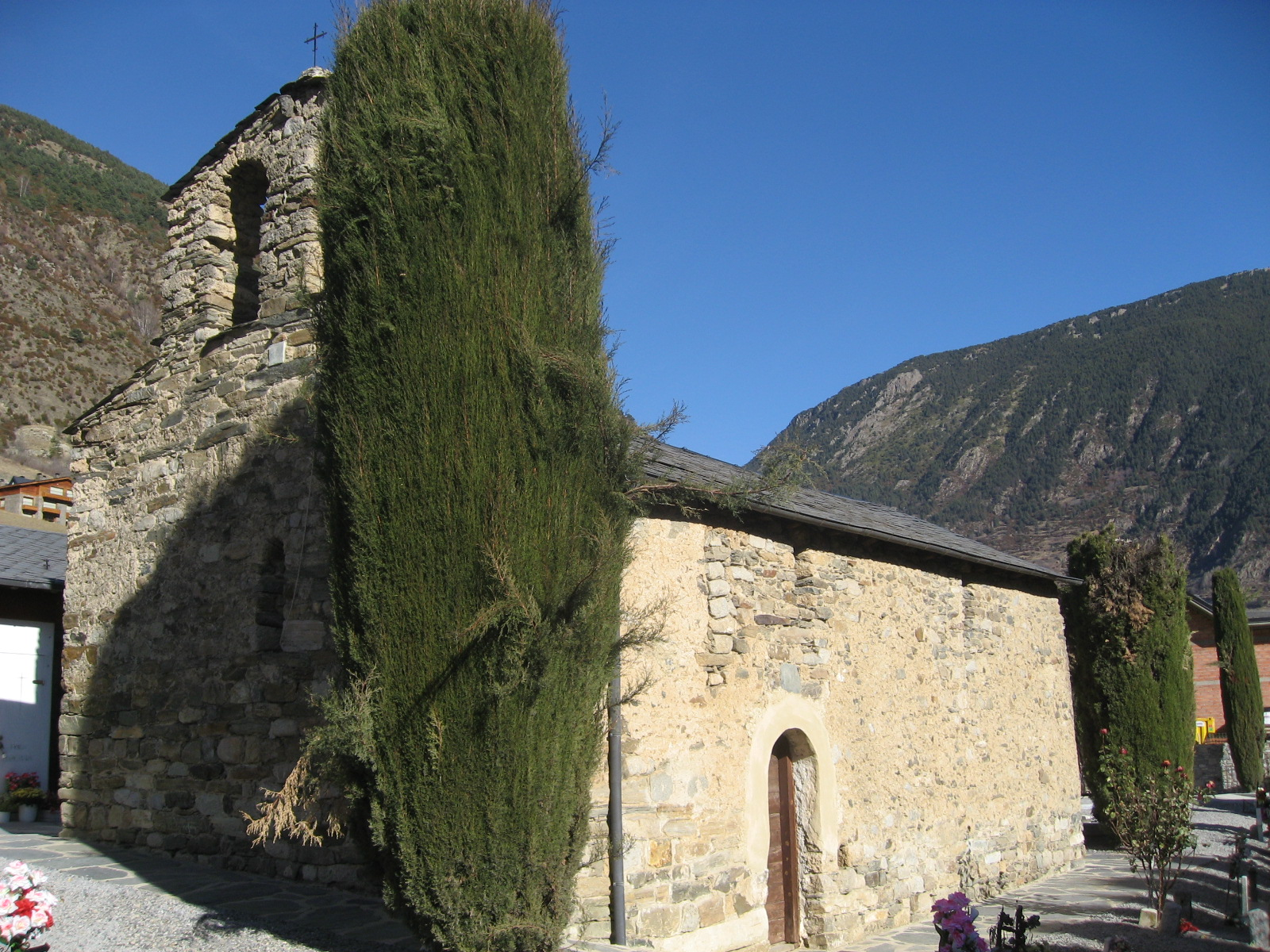
Església de St. Marc i Sta. Maria

Hom pot trobar les primeres referències històriques de la parròquia en el jacimen arqueològic del Roc de l'Oral, al nucli de Vila, les restes d'un assentament iberoromà de segle II aC. D'altra banda, a l'església de Sant Marc i Santa Maria d'Encamp, s’han trobat recentment paraments de mur d’un mausoleu romà datants entre els segles III i IV.

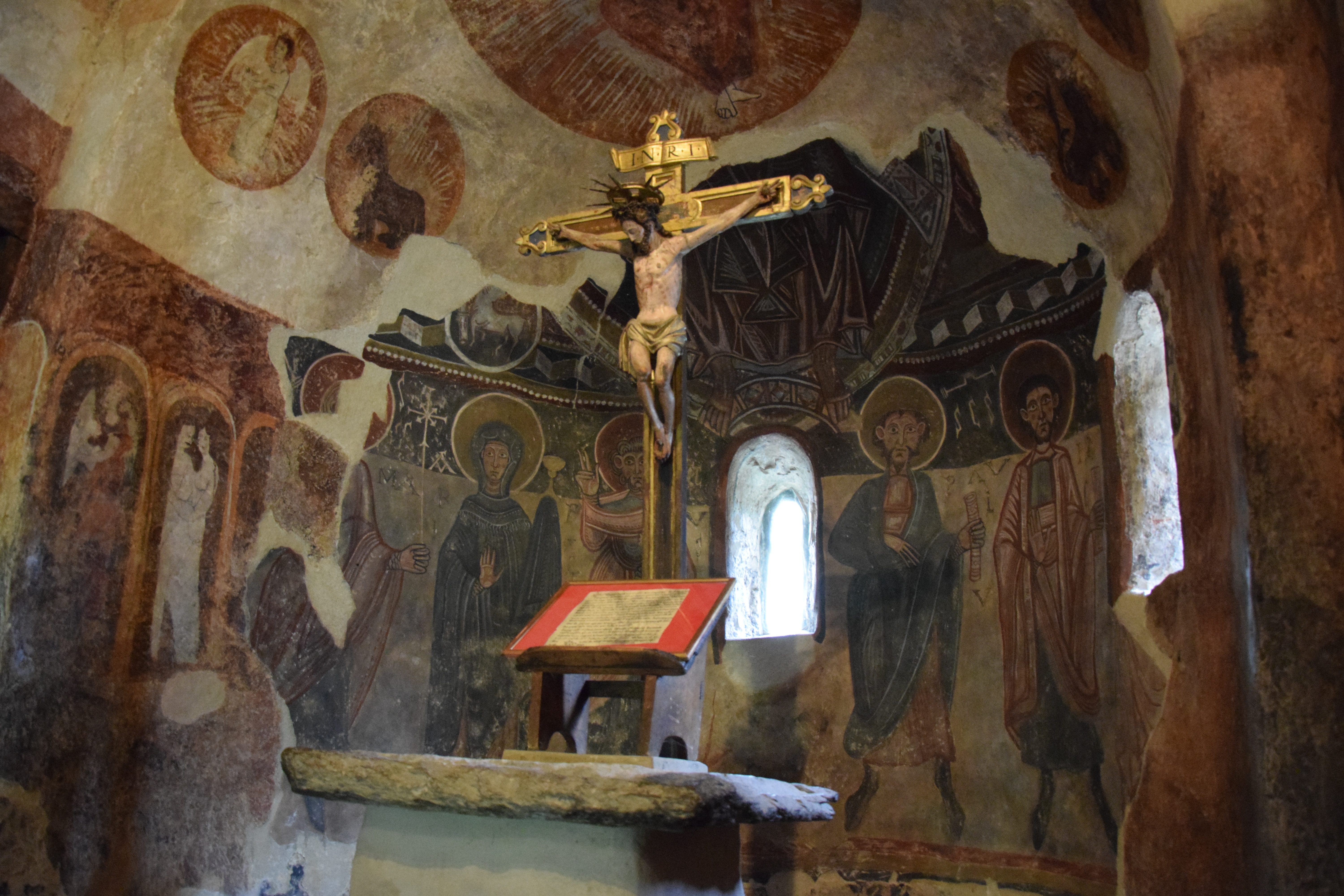
Frescs a St. Romà de les Bons (1164)

La primera menció històrica escrita de la parròquia d'Encamp, data de l’any 860, quan fou consagrada la Catedral de Santa Maria de la Seu d’Urgell; hi surt esmentada com "Hencampo". L’any 952, el Comte d’Urgell fa una donació d’un alou que li pertanyia a la parròquia d'Encamp, al bisbe Guisad II. L’any 1083, Encamp torna a sortir esmentat en un document, en aquest cas fou una donació dels Comtes Ermengol IV i Adelaida, en favor del bisbe Bernat Guillem dels mers de la parròquia. Els anys 1162 i 1176, els habitants de les Valls d'Andorra, signaren amb el Bisbe d’Urgell dues concòrdies, on surten esmentats representants d’Encamp. A la Rectoria de la parròquia es conserva l’acta de Consagració de Sant Romà de les Bons, el dia 23 de gener de 1164. En aquest document se’ns parla que el bisbe Bernat Roger consagrà l’església en honor de Sant Romà màrtir. Gràcies a aquest document que hom pot datar l’obra del Mestre de Santa Coloma, autor de les pintures romàniques murals de Sant Romà de les Bons, Sant Cristòfol d’Anyós, Sant Miquel d’Engolasters i Santa Coloma. Durant els segles XI, XII i XIII, es construeixen cases, ermites i esglésies als nuclis habitats de la parròquia. Sant Romà de les Bons, Santa Eulàlia d'Encamp, Sant Romà de Vila i Sant Marc i Santa Maria, es basteixen i es decoren segons els gustos de l’època (nau rectangular i absis semicircular). Al segle XIII, el dia 6 de maig de 1275, els andorrans donen al Comte de Foix drets de Justícia. Al segle XIV, concretament l’any 1312, la parròquia torna a sortir esmentada en un acte de Visita Pastoral, efectuada pel Bisbe d’Urgell. L’any 1364 els síndics i procuradors de les "Universitats d'Andorra" (parròquies i pobles) es reuneixen al porxo de Santa Eulàlia d'Encamp, per tal d’elevar una queixa al Comte de Foix relativa als oficials de la seva cort, ja que no respectaven diversos usos i costums practicats d’antuvi pels andorrans.
Malauradament dels segles XV i XVI no es conserva pràcticament res, a excepció dels arxius privats d’algunes cases, a causa de l’aiguat del 1937. Arribats al segle XVII, en diversos documents del Tribunal de Corts, s’esmenta que s’han jutjat a homes i dones d'Encamp per afers de bruixeria i màgia, normalment aquests es deslliuraren de ser penjats "de forca ben alta", segons anoten els escrivans de la Cort. L’any 1633 s’instaurà a la parròquia, la "Confraria de Maria Santíssima del Roser", a la capella que porta el mateix nom a l’església parroquial de Santa Eulàlia, aquesta perdurà fins al 1903. L’església parroquial de Santa Eulàlia es reforma per la part nord i sud, col·locant-hi 2 capelles laterals i una sagristia, es posa una campana nova (datada del 1622) i s’instal·len 2 retaules barrocs. Entre els anys 1670-1673, el reverend pàrroc Busquets, escriu el "Liber Status Animarum" o llibre d’estat de les ànimes, un llibre on s’especifica casa per casa, el nom i cognom de la mateixa i els de la família en edat de complir amb els preceptes de l’església. L’any 1696, mossèn Ignasi Coromines, redactà els Usos i Costums que es duien a terme durant les festivitats religioses durant tot l’any a la parròquia, el llibre és conegut com “Consueta de la Parròquia d’Encamp”.
El segle XIX, a Encamp es continuava treballant amb el negoci de la farga, els encampedans seguien conreant les terres i vivien a la manera dels seus avantpassats; jornalers, traginers i pastors. El segle XX s’inicia amb una marxa important d’encampedans pobres i cabalers. Aquests marxaven al sud de França i a voltes a Barcelona, a servir de minyones i a treballar a les mines de Luzennac, buscant una vida millor. Molts van tornar, però van haver-hi que no tornaren mai més a la seva vall. L’any 1937, al mes d’octubre per ser més precisos, el poble pateix les inundacions més desastroses de la seva història, les aigües van acabar amb la vida de nombrosos animals, van destruir edificis i es van endur l’arxiu de Casa Comuna. Durant aquest període, al Pas de la Casa s’instal·len els primers pioners, uns pioners que aixecaren un poble allà on abans només hi havia unes pedres i fred, i una cabana, la del pastor Valentí. El 1934, es finalitzen les obres de la primera Central Hidroelèctrica del país, FHASA. Aprofitant el llac d'Engolasters, es canalitzaren les seves aigües i les aprofitaven tot convertint-les en electricitat, fins a la data d’avui. L’any 1939, al Roc del Pui, s’inaugura un edifici emblemàtic, Ràdio Andorra, que va deixar d’emetre el 1981. Durant els anys 50, al Pas de la Casa i Grau Roig s’obren les pistes d’esquí. El 1998 s’inaugura el Funicamp, un giny que ha convertit Encamp en peu de pistes.

## Demografia
Encamp té 12.155 habitants, segons el cens de 2022. La població està composta per un 21% de ciutadans de nacionalitat espanyola, 47% d'andorrans, 16% de portuguesos, i 6% de francesos, més algunes altres comunitats minoritàries (5%).
| Gràfica d'evolució de Encamp entre 1963 i 2020 |
|                                                |

## Política i govern

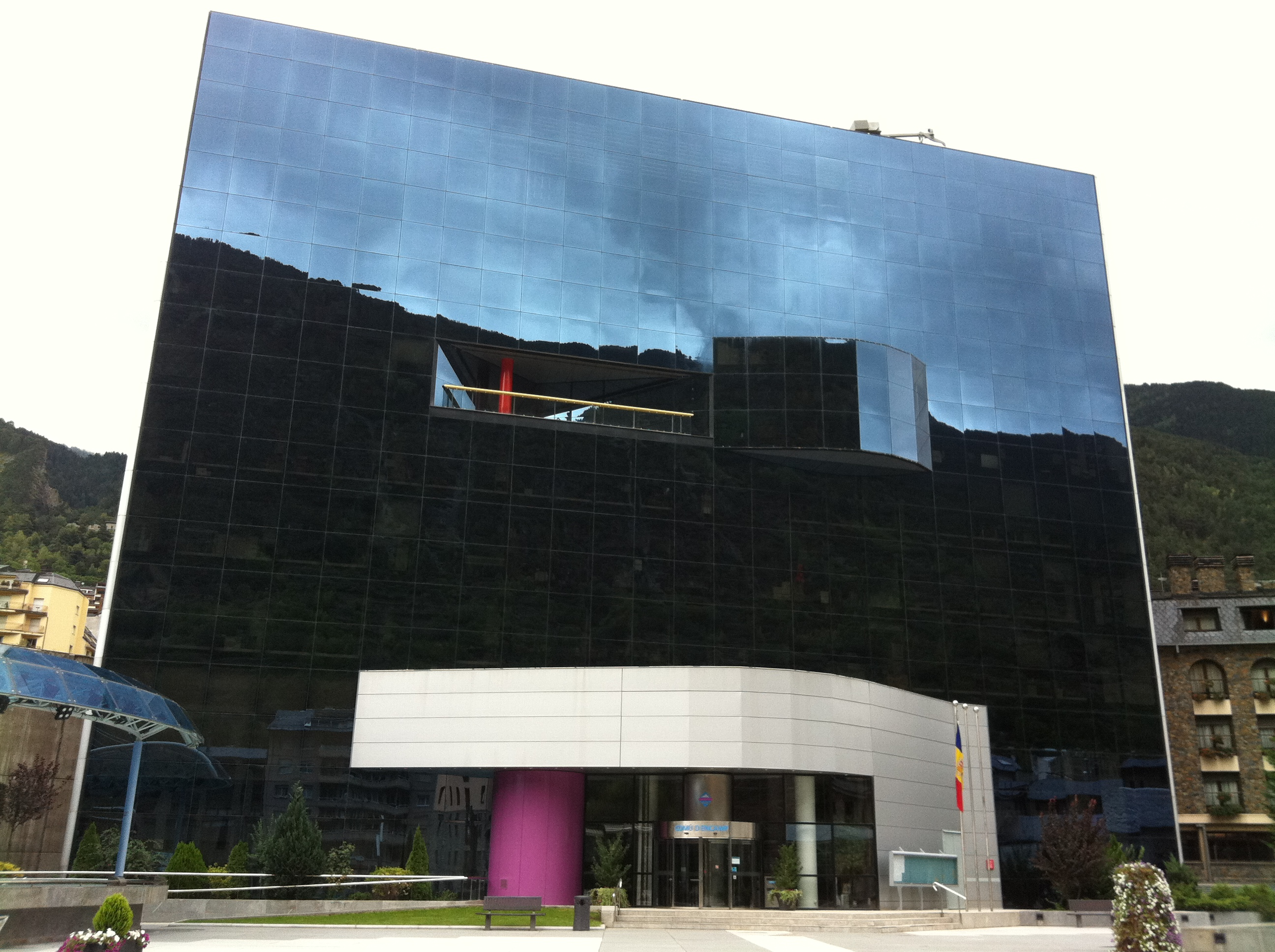
Edifici del Comú d'Encamp

### Composició del Comú d'Encamp[6]
| Llista            | Llista                                           | Vots  | %    | Escons |
| ----------------- | ------------------------------------------------ | ----- | ---- | ------ |
|                   | Units per al Progrés + Demòcrates + Independents | 1.403 | 68,2 | 10     |
|                   | Avancem                                          | 653   | 31,8 | 2      |
| Blancs            | Blancs                                           | 202   | –    | –      |
| Nuls              | Nuls                                             | 74    | –    | –      |
| Total             | Total                                            | 2.332 | 100  | 12     |
| Cens/participació | Cens/participació                                | 4.440 | 52,5 | –      |

En la següent taula és pot vore l'històric de consellers comunals electes segons la seua filiació política. Les candidatures guanyadores estàn marcades en negreta.
| Candidatura | Candidatura | 1995 | 1999 | 2003 | 2007 | 2011 | 2015 | 2019   |
|             | DA          | -    | -    | -    | -    | 10   | 8    | 9      |
|             | PS          | -    | -    | 9    | 9    | 2    | 2    | 2      |
|             | PLA/L'A     | -    | 1    | 3    | -    | -    | 2    | [ 11 ] |
|             | AND         | 8    | -    | -    | -    | -    | -    | -      |
|             | Ind         | 2    | 9    | -    | 3    | -    | -    | 1      |
| Total       | Total       | 10   | 10   | 12   | 12   | 12   | 12   | 12     |
| Fonts:      |             |      |      |      |      |      |      |        |

### Cònsols majors
| #                    | Cònsol Major          | Inici | Fi   | Partit | Partit |
| ?                    | Enric Pujal Areny     | 1983  | 1987 |        | OF     |
| ?                    | Miquel Alís Font      | 1987  | ???  |        | OP     |
| Etàpa constitucional |                       |       |      |        |        |
| I                    | Jordi Mas i Torres    | 1995  | 2003 |        | AND    |
| II                   | Miquel Alís Font      | 2003  | 2011 |        | PS     |
| III                  | Jordi Mas Torres      | 2011  | 2015 |        | UP-DA  |
| IV                   | Jordi Torres Arauz    | 2015  | 2019 |        | UP-DA  |
| V                    | Laura Mas Barrionuevo | 2019  | -    |        | UP-DA  |

## Transport

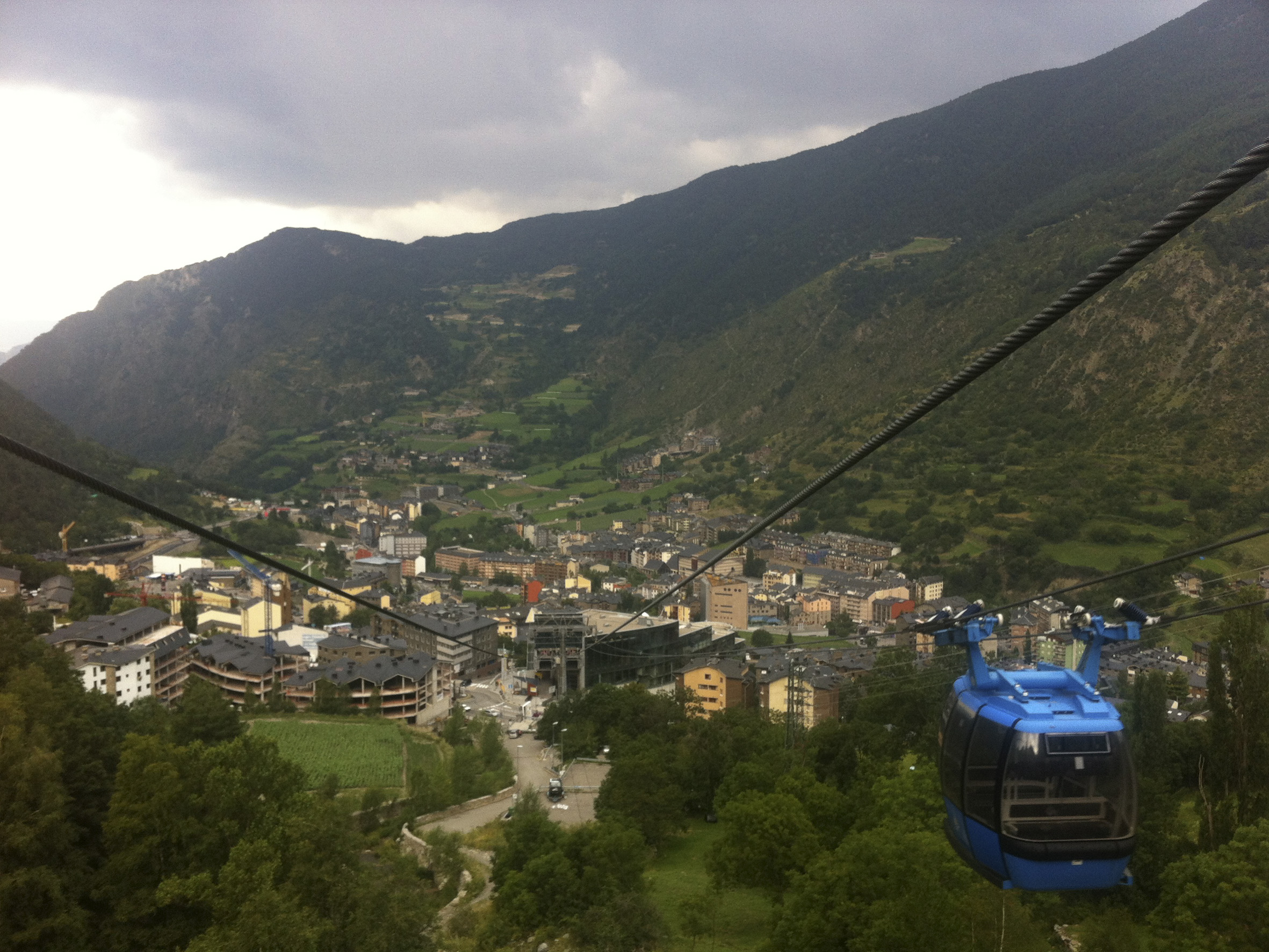
Vista del Funicamp

- Funicamp
- Autobusos interurbans d'Andorra[26]
  - L2 - L3 - L4
- l'Uclic[27]
- Funibus[28]
- Xarxa de carreteres d'Andorra
  - CG-2 - CS-200 - CS-210 - CS-220 - CS-221 - CS-280

## Agermanaments
Aquesta és la llista amb els municipis agermanats amb la parròquia d'Encamp:
- Rouillac, departament de Charente, França. (14 de juliol de 1968)
- Mojácar, província d'Almeria, Espanya. (17 d'abril de 1993)
- l'Alguer, província de Sàsser, Itàlia. (12 d'abril de 2003)